# نادي الأولمبي (ليبيا)
نادي أولمبي الزاوية الرياضي هو نادي كرة قدم ليبي ينتمي لمدينة الزاوية، تأسس في 9 نوفمبر سنة 1947.

## الإنجازات
- الدوري الليبي
  - البطولة: 2004

- كأس ليبيا
  - النهائي: 2006

- كأس السوبر الليبي
  - النهائي: 2004

## المشاركات القارية
| السنة | المنافسة           | الدور    | النادي        | الذهاب | الإياب | المجموع |
| ----- | ------------------ | -------- | ------------- | ------ | ------ | ------- |
| 2005  | دوري أبطال أفريقيا | التمهيدي | نادي النهضة   | 2-0    | 2-3    | 4-3     |
| 2005  | دوري أبطال أفريقيا | الأول    | اتحاد الجزائر | 0-2    | 0-5    | 0-7     |

## وصلات خارجية
- الموقع الرسمي
- شعار النادي